# Palácio da Bemposta

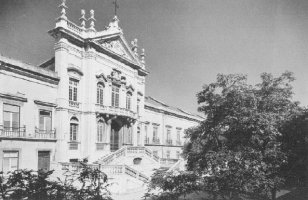
Palácio da Bemposta, fachada principal

O Palácio da Bemposta, também conhecido como Paço da Rainha e Paço da Bemposta, é um palácio situado em Lisboa onde está atualmente instalada  a Academia Militar.
O Paço da Bemposta está integrado na classificação como Imóvel de Interesse Público do Campo dos Mártires da Pátria. Inserida no Palácio, a Capela do Paço da Bemposta está classificada desde 2002 como Monumento Nacional.

## História
Depois de em 1685 Carlos II, Rei de Inglaterra ter morrido sem descendência legitima, a sua mulher, filha de D. João IV, a rainha D. Catarina de Bragança regressou a Portugal em 1693. Sem morada própria em Lisboa, a viúva decide adquirir a D. Francisca Pereira Teles as casas nobres e a vasta quinta agregada, não longe do centro de Lisboa e construiu, nesse sítio da Bemposta, o Paço da Rainha.[carece de fontes?]
Anteriormente, existia já uma outra capela datada de 1701, e da autoria do arquiteto João Antunes (1642-1712).
D. Catarina faleceu em 1705 tendo deixado, em testamento, o Palácio da Bemposta ao seu irmão rei D. Pedro II.
É neste Palácio que, durante os dois períodos em que foi Regente do Reino de Portugal, deu despacho. Pela primeira vez, em 1704, em virtude de seu irmão, o Rei D. Pedro II, ter marchado com o Exército que apoiava o Arquiduque Carlos de Áustria na Guerra de Sucessão de Espanha: pela segunda em Janeiro de 1705, durante a doença de seu irmão.
Mais tarde, o rei D. João V, em 1707, doou à Sereníssima Casa do Infantado todas as dependências do palácio e Quinta da Bemposta. Como tal, neste palácio (Casa do Infantado) habitaram alguns infantes entre os quais o Infante D. Francisco (irmão de D. João V) e um dos seus filhos naturais, conhecido por D. João da Bemposta. E o infante D. Pedro III, irmão de D. José.

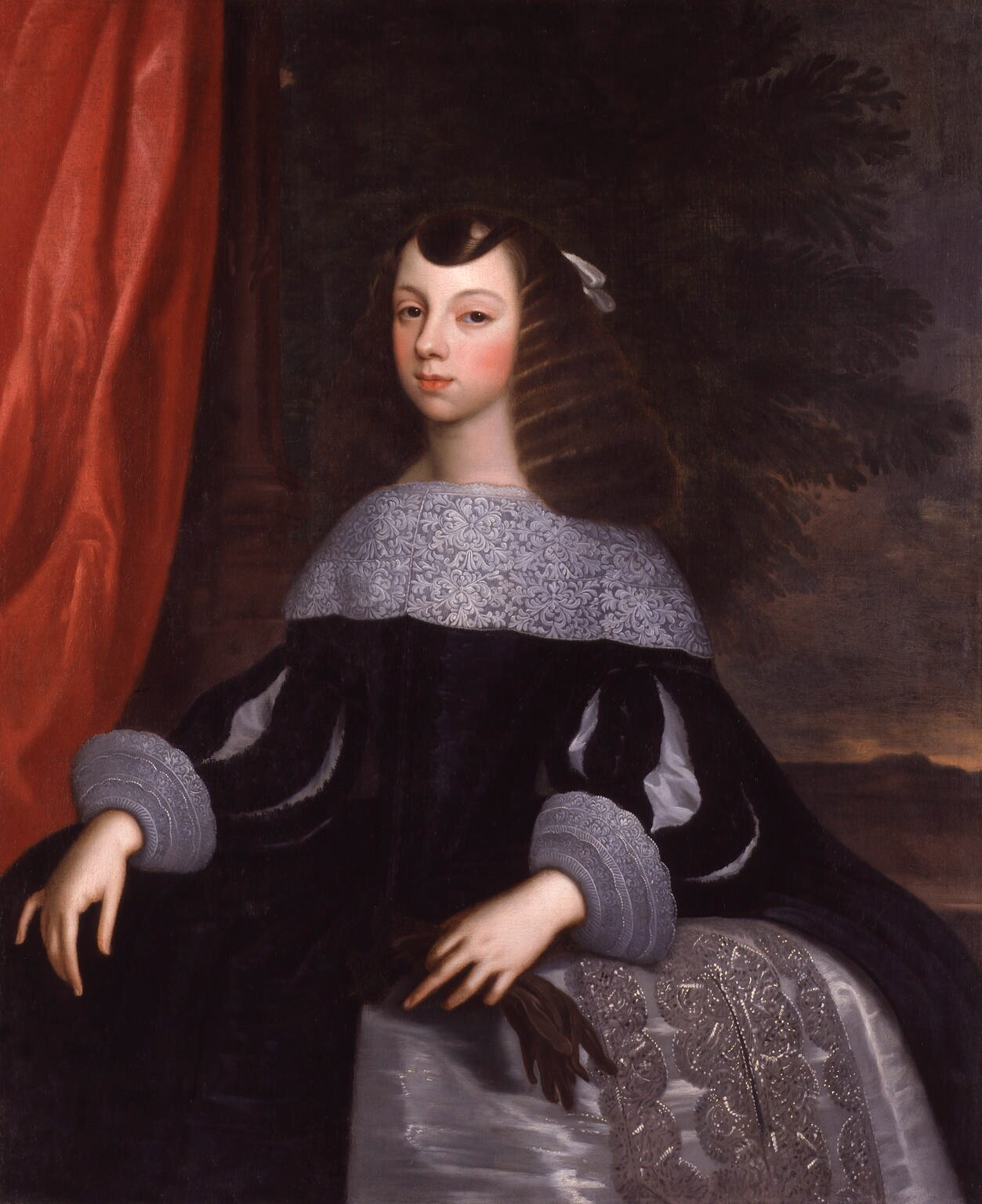
D. Catarina de Bragança, Rainha de Inglaterra, Infanta de Portugal

No terremoto de 1755 o palácio sofreu muitos danos procedendo-se de imediato à sua reconstrução. O novo risco, é da autoria de Manuel Caetano de Sousa que revelou sinais de uma originalidade: na  nave e no vestíbulo retangular, na existência do arco triunfal e no pavimento em  mosaico policromático. No altar-mor, o quadro com a família real, D. Maria I e D. João VI entre a corte e uma apresentação iconográfica de Lisboa, vendo-se ao longe o Castelo de São Jorge. O sucesso da capela deve-se em parte, ao trabalho dos entalhadores, que trouxeram consigo as experiências adquiridas na Igreja de São Roque, nomeadamente na capela de São João Batista, semelhanças que se encontram também na Capela Real do Palácio de Queluz.
Em 1803 aqui habitava e tinha a sua corte o príncipe regente D. João, futuro Rei D. João VI. Já depois do regresso da Família Real, em Junho de 1821, D. João VI voltou para o Palácio da Bemposta no qual, com o objetivo de o tornar mais habitável, mandou realizar várias obras nos anos de 1822, 1824 e 1825, principalmente nos quartos por detrás da Capela e no andar nobre voltado para a parte do jardim.
Neste palácio desenrolaram-se os factos políticos mais importantes da época de D. João VI como sejam os decorrentes da chamada Vila-Francada e os da Abrilada e aqui morreu D. João VI, em 10 de março de 1826.
A "Junta e Administração" da Sereníssima Casa do Infantado estiveram estabelecidas em algumas dependências do Palácio desde que o Infante D. Pedro (depois D. Pedro III) tomou posse de seus bens, até à sua extinção por Decreto de 18 de março de 1834. Por este Decreto voltou o Paço da Rainha a pertencer à Coroa e assim D. Maria II pôde, por Decreto de 9 de dezembro de 1850, destinar o Palácio e a Quinta à Escola do Exército, fundada em 12 de janeiro de 1837 pelo General Bernardo de Sá Nogueira de Figueiredo, Marquês de Sá da Bandeira que realiza grandes obras de alteração dos espaços, para servir a nova utilização do edifício, a Academia Militar, a qual estivera antes instalada então no Palácio dos Condes de Murça à rua de Santo António dos Capuchos.
Por cima das portas da entrada principal da Academia Militar ainda hoje se pode ver o brasão de armas da Rainha D. Catarina. As armas em lisonja partidas, o primeiro de Inglaterra, Escócia e Irlanda e o segundo de Portugal entre dois tenentes - leão e licorne.

## Aposentos

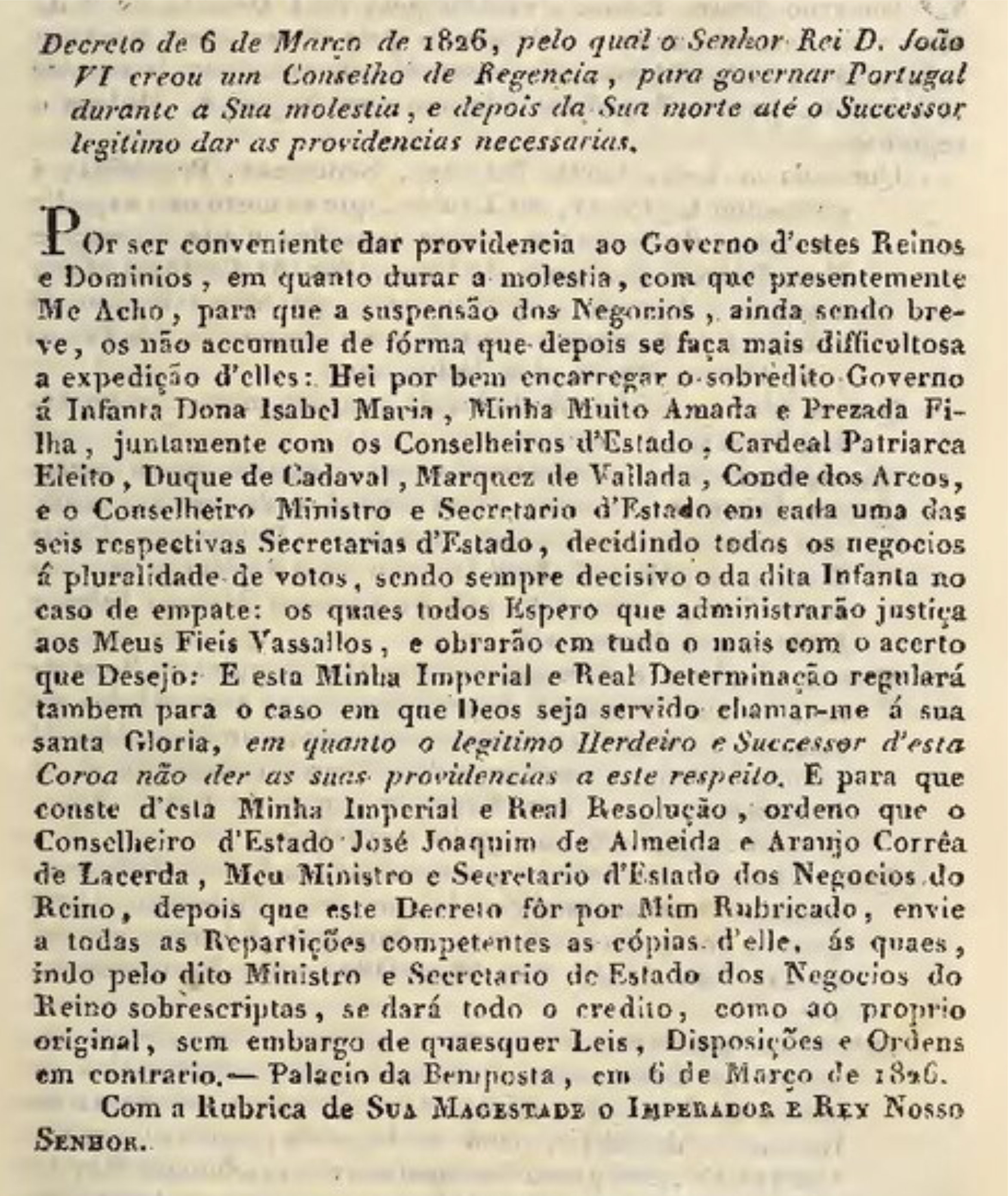
No local foi assinado o decreto de nomeação da Regência de 1826.

Átrio, trata-se de um espaço de entrada amplo, com paredes decoradas com vários painéis de azulejos datados de 1918, representando cenas militares da história de Portugal e alusivos às armas do exército (artilharia a pé e de campanha, engenharia, cavalaria e infantaria) e ao serviço de administração militar, da autoria de Jorge Colaço, pintor e ceramista português. No meio destes existem vitrais representando as ordens militares portuguesas, nomedamente a Ordem Militar de Avis e a Ordem Militar de Cristo;
Sala do Conselho Académico, nesta grande sala estão patentes os retratos a óleo dos comandantes da Escola Militar, desde a data da sua fundação, apresentados por ordem cronológica. As pinturas são de autores renomados, nomeadamente, Abel Manta, Henrique Medina, Maluda;, Luiz Miguel Alcide de Oliveira.
Biblioteca da Academia Militar, sala com mezanine, decorada com móveis de madeira escura e detalhes em vermelho, mesas com abajur e cadeiras de veludo vermelho. O acervo da biblioteca, constituiu-se inicialmente, a partir de um conjunto de obras pertencentes à Academia Real de Fortificação, Artilharia e Desenho, fundada em 1790, no reinado de D. Maria I. A biblioteca é significativamente enriquecida em 1839 com obras provenientes das livrarias dos conventos cujas ordens religiosas foram extintas em 1834. Na biblioteca está também o espólio do Marquês Sá da Bandeira, composto por aproximadamente 3.000 livros;
Salão Nobre, o salão é composto por uma grande mesa, ladeada por cadeiras. As paredes são preenchidas com azulejos com motivos florais de finais do Séc. XVII / início Séc. XVIII. É neste salão que se realizam as sessões académicas;